# A27-es autópálya (Németország)
Az A27-es autópálya (németül: Bundesautobahn 27) egy autópálya Németországban. Hossza 162 km.